# 蒙蒂尼勒弗朗
蒙蒂尼勒弗朗（法語：Montigny-le-Franc，法語發音：[mɔ̃tiɲi lə fʁɑ̃]）是法国上法蘭西大區埃纳省的一个市镇，属于拉昂区。

## 地理
蒙蒂尼勒弗朗（49°41'17"N, 3°54'27"E）面积9.9 平方千米，位于法国上法蘭西大區埃纳省，该省份为法国北部内陆省份，北起北部省，西接索姆省和瓦兹省，东临阿登省和马恩省，西南至塞纳-马恩省，东北部与比利时接壤。
与蒙蒂尼勒弗朗接壤的市镇（或旧市镇、城区）包括：阿尼库尔和塞谢勒、绍尔斯、克莱蒙莱费尔姆、埃布洛、圣皮埃尔蒙、塔沃和蓬塞里库尔。

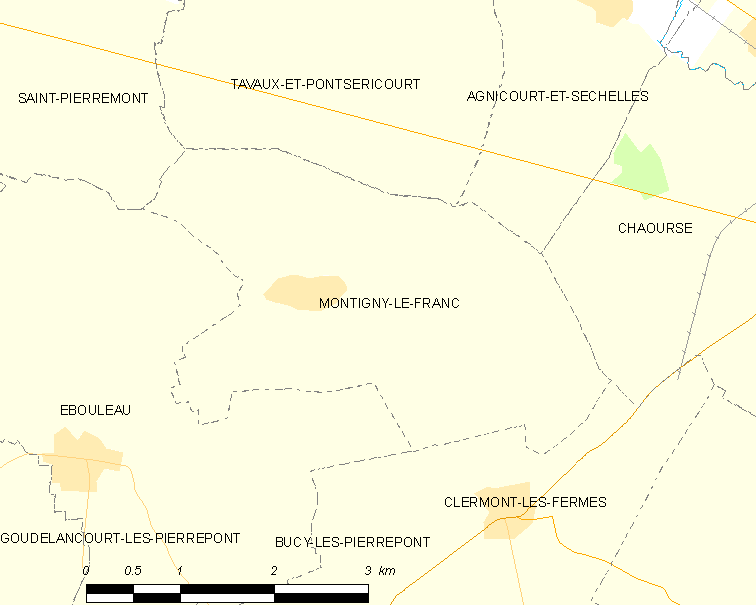
蒙蒂尼勒弗朗的OSM定位图

蒙蒂尼勒弗朗的时区为UTC+01:00、UTC+02:00（夏令时）。

## 行政
蒙蒂尼勒弗朗的邮政编码为02250，INSEE市镇编码为02513。

## 政治
蒙蒂尼勒弗朗所属的省级选区为马尔勒县。

## 人口

1962-2008年间蒙蒂尼勒弗朗人口变化图示

蒙蒂尼勒弗朗于2022年1月1日时的人口数量为138人。